# Jochen Bley
Jochen Bley (* 1. Juni 1952 in Aue; † 4. März 2024) war ein deutscher Jurist und ehemaliger Kinderdarsteller.

## Leben

### Jugend
Bley kam 1952 als Sohn eines Juristen aus Babelsberg im sächsischen Aue zur Welt. Im Jahr 1956 zog die Familie nach Potsdam-Babelsberg um. Im Alter von acht Jahren übernahm Bley 1961 eine Kinderrolle in der deutsch-sowjetischen Co-Produktion Fünf Tage – Fünf Nächte. In dem Film um die Rettung der Gemälde der Dresdner Gemäldegalerie Alte Meister kurz nach Ende des Zweiten Weltkriegs spielte er die Rolle des „ersten Deutschen“, eines Jungen, der elternlos in den Trümmern umherirrt, bevor er von einer Frau gerettet wird und am Ende einem Maler für ein Plakat Modell steht. Im Jahr 1962 war er unter der Regie von Götz Friedrich in dem Märchenfilm Rotkäppchen das Häschen, ein Freund Rotkäppchens. Im Jahr 1965 wurde er erneut in einem Märchenfilm besetzt – in Walter Becks König Drosselbart. Hier verkörperte er den Knaben Wilhelm, der der hochmütigen Prinzessin Roswitha den Rat gibt, nicht in der Marktecke ihre Ware zu verkaufen. Im Jahr 1966 trat Bley letztmals als Kinderdarsteller in Erscheinung: Er spielte in dem verbotenen DEFA-Film Hände hoch oder ich schieße den jungen Redner Hubert.

### DDR

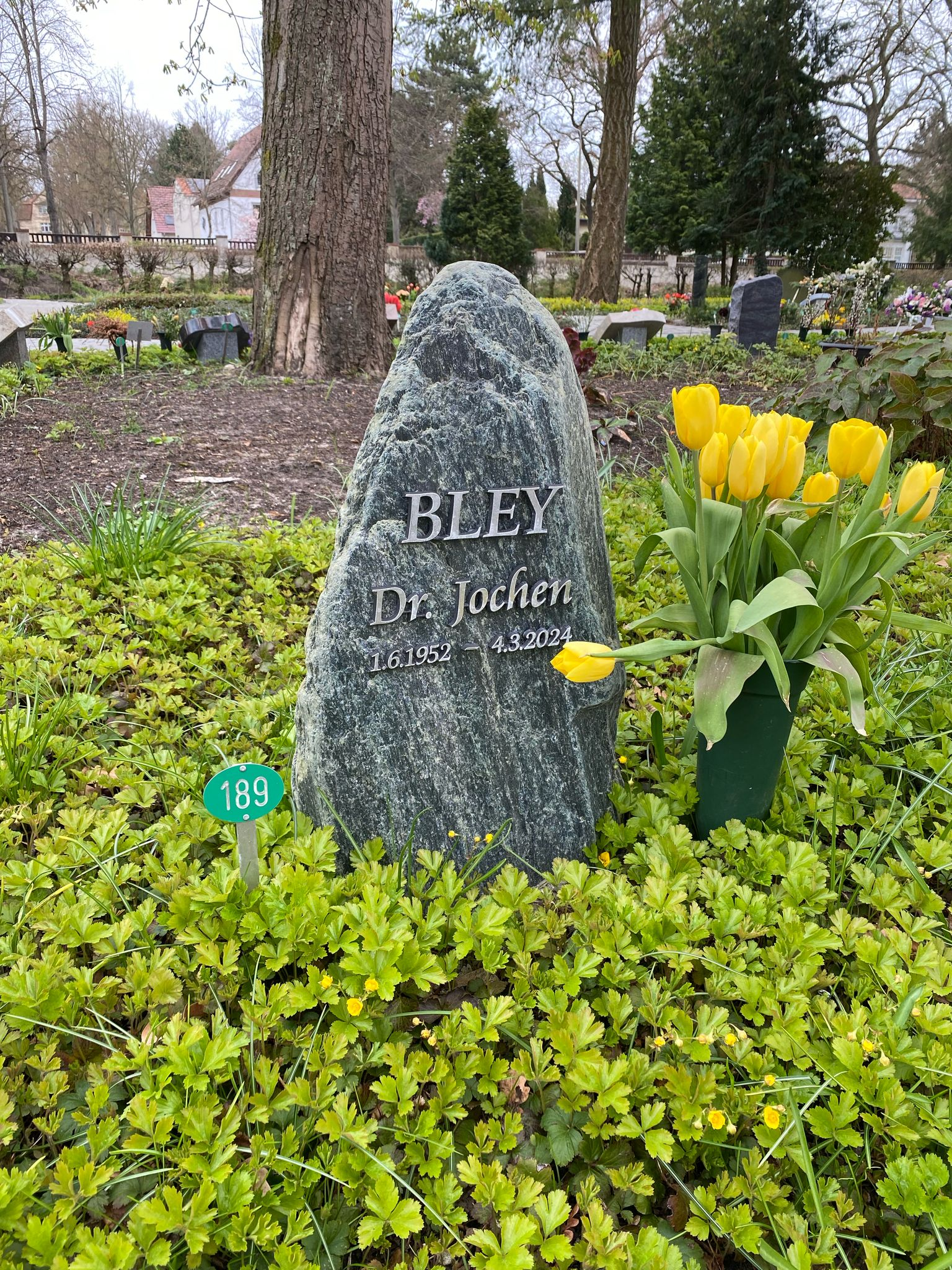
Grabstätte

Bley besuchte das Helmholtz-Gymnasium in Potsdam und studierte nach dem Abitur 1971 und dem dreijährigen Wehrdienst ab 1974 in Leipzig Rechtswissenschaft. Ab 1978 war er als wissenschaftlicher Assistent an der Akademie für Staats- und Rechtswissenschaft tätig, die später in der Universität Potsdam aufging. Bley verteidigte 1982 erfolgreich seine Doktorarbeit zum Thema Inhaltliche und rechtliche Anforderungen an Beschlüsse örtlicher Räte zur Erfüllung der Hauptaufgabe in ihrer Einheit von Wirtschafts- und Sozialpolitik: dargestellt an Erfahrungen von Räten der Kreise und Stadtkreise. Im Jahr 1990 folgte die B-Dissertation zum Thema Die Kompetenz örtlicher Räte. Sein akademischer Abschluss wurde nach der Wende in den akademischen Grad „Dr. sc. jur.“ und später in „Dr. iur. habil.“ umgewandelt. Sein Werk Verwaltungsrecht – praktisch angewandt erschien bis 1989 in dritter Auflage.

### Bundesrepublik
Seit 1995 war Bley als Dozent an der Universität Potsdam tätig und hatte unter anderem die Dozentur für Öffentliches Recht inne. Ab 1997 war er zudem Datenschutzbeauftragter der Universität. Seit dem 1. April 2018 befand sich Jochen Bley im Ruhestand.
Bley lebte in Potsdam-Babelsberg und wurde auf dem dortigen Friedhof Goethestraße beigesetzt. 

## Filmografie
- 1961: Fünf Tage – Fünf Nächte
- 1962: Rotkäppchen
- 1965: König Drosselbart
- 1966: Hände hoch oder ich schieße

## Publikationen
- 1980: Verwaltungsrecht – praktisch angewandt (3. Auflage 1989)
- 1982: Inhaltliche und rechtliche Anforderungen an Beschlüsse örtlicher Räte zur Erfüllung der Hauptaufgabe in ihrer Einheit von Wirtschafts- und Sozialpolitik: dargestellt an Erfahrungen von Räten der Kreise und Stadtkreise (A-Diss.)
- 1990: Die Kompetenz örtlicher Räte (B-Diss.)